# アンドレアス・グルシュケ
アンドレアス・グルシュケ（Andreas Gruschke, 1960年4月16日 - ）はドイツの著作家、写真家、チベット研究家。
バーデン＝ヴュルテンベルク州テンゲン（Tengen）出身。大学卒業後、東南アジア・中国・韓国・中央アジアに幾度となく調査旅行に赴いたが、彼の主たる興味はチベットの高地にあった。1987年以降、フリーランスの作家兼カメラマンとして活動する。チベット、ヒマラヤ、シルクロード、東アジアに関するトピックを主に扱う。出身地バーデンのフライブルクでは講義やセミナーを抱える。
グルシュケは主にチベット文化に関して、多くの著作を発表している。そのうち、アムドやカム地方の僧院に関する著作は、当該分野におけるパイオニア的な意義を持つ。故郷である南ドイツの、ヘガウ（Hegau)および上ラインを扱った写真集も刊行している。彼の最新の研究は、チベット東部の玉樹地方の遊牧民をテーマにしている。
東部青海チベット高原の遊牧生活の研究：研究プロジェクト（SFB586総事業数）東特別協力センター」遊牧社会の分化と統合」のライプチヒ大学の2004年から2012年研究所。 以降、社会や名誉教授などの四川大学の西部大開発研究所2012年から。

## 著作リスト
- 从游牧民到商人: 藏族游牧民在虫草和市场作用下的生计转变,中国藏学 108 (2013年03期), 第100-112页.
- Yushu Nomads on the Move. How can the Use of Pastoralist Resources be Sustainable?, in: 人文视野下的高原生态国际学术研讨会.交流材料 The International Symposium on the Human Dimensions of Ecological Conservation on the Tibetan Plateau. Communication Materials of Conference. Xining, Qinghai, China, August 2011, 第138-152页.
- The Cultural Monuments of Tibet’s Outer Provinces: Amdo, 2 vols., Bangkok 2001
- The Cultural Monuments of Tibet’s Outer Provinces: Kham, 2 vols., Bangkok 2004
- A Vital Monastic Centre of the Jonang Tradition: The Grand Lamasery of Dzamthang, in: 《China Tibetology》中国藏学(英文版) 2008年01期